# 萨尔热莱勒芒
萨尔热莱勒芒（法語：Sargé-lès-le-Mans，法語發音：[saʁʒe lɛ lə mɑ̃]，意为“勒芒附近的萨尔热”）是法国萨尔特省的一个市镇，位于该省中部，省会勒芒市区东北大约6公里处，属于勒芒区和勒芒都会区。萨尔热莱勒芒是勒芒东北郊重要的卫星城和居民区。

## 地理
萨尔热莱勒芒（48°2'1"N, 0°14'25"E）面积13.85 平方千米，位于法国卢瓦尔河地区大区萨尔特省，该省份为法国西北部内陆省份，北起顺时针与奥恩省、厄尔-卢瓦省、卢瓦-谢尔省、安德尔-卢瓦尔省、曼恩-卢瓦尔省和马耶讷省接壤，是法国大西部的入口，连接卢瓦尔河谷、布列塔尼和巴黎盆地。
与萨尔热莱勒芒接壤的市镇（或旧市镇、城区）包括：萨尔特河畔讷维尔、库莱讷、勒芒、萨维涅莱韦克、伊夫雷莱韦克。
萨尔热莱勒芒的时区为UTC+01:00、UTC+02:00（夏令时）。

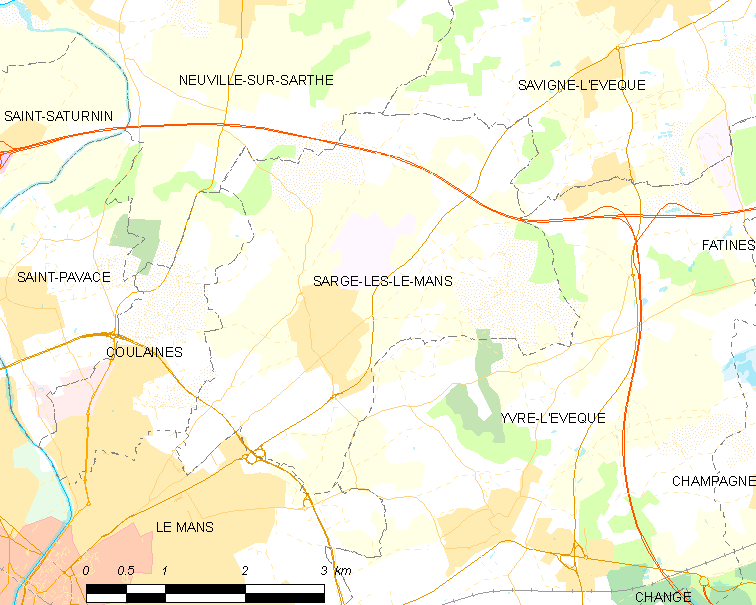
萨尔热莱勒芒的OSM定位图

## 行政
萨尔热莱勒芒的邮政编码为72190，INSEE市镇编码为72328。

## 政治
萨尔热莱勒芒所属的省级选区为尚热县。

## 交通
萨尔特省省道D115线、D265线和D301线经过萨尔热莱勒芒境内。

## 人口

1962-2008年间萨尔热莱勒芒人口变化图示

萨尔热莱勒芒于2022年1月1日时的人口数量为3865人。

## 友好城市
- 德国 法哈
- 捷克 布拉特纳